# 伊藤魔鬼
伊藤 魔鬼（いとう まき、1989年11月9日 - ）は、日本のアニメ監督、声優。長野県・松本市出身。旧名義はピエール伊東（ピエールいとう）で、2021年9月20日より現名義に改名した。また、佐々木喜朗名義での活動もある。

## 作品
2013年
まつもとくん！（監督/主演）
2016年～
マウスマンシリーズ（監督/作画/脚本）
2018年
マジカルピロコ（監督/作画/脚本）
またいつか、キミと（監督/作画/脚本）
2020年
ボイスドラマ鬼っ子ハンターついなちゃん「 特別編☆ついなちゃんのこしょこしょすいーと耳かきボイス♡の巻 」（脚本）
未来への宿題（監督）
マウスマン～愛の塊～（監督）
2021
ケンダマスター拳（監督/作画）
#セカイが滅びる前に君に会いたい（監督/作画）
おそ松さん3期（原画）
アネモネの嘘（監督）
2022
ケンダマスター拳　しんげきじょうばん:笑（監督/作画）
ケンダマスター拳　TVseries(監督)
アルピーテイル 演技（演出）
2023
それいけ！アンパンマン（原画）
経験済みなキミと、経験ゼロなオレが、お付き合いする話（演出）
2024
新・やらないか（監督/主演）
嘘解きレトリック（めんこシーン監修）
メンコ・バーズー天地逆転バトルー（監督）
2025
ベイブレードX（原画）

## 出演
- 鬼っ子ハンターついなちゃん
- マウスマンシリーズ
- 時をかける少女(2010)
- ひぐらしのなく頃に誓(山狗隊員)
- 99年の愛〜JAPANESE AMERICANS〜(兵士)